# Chinees Taipei op de Olympische Spelen
Taiwanese vlag 
Chinees Taipei is een van de landen die deelneemt aan de Olympische Spelen. Chinees Taipei debuteerde op de Zomerspelen van 1932. Veertig jaar later (1972) kwam het voor het eerst uit op de Winterspelen.
De naam "Chinees Taipei" wordt sinds 1984 gebruikt. Tot die tijd kwam het sinds 1956 onder de naam Taiwan uit. Die naam mocht het van het IOC op aandringen van China niet meer gebruiken, evenals de Taiwanese vlag. Alle partijen gingen akkoord met de deelname onder de naam "Chinees Taipei" en met het gebruik van een speciale olympische vlag.
Tot en met 1948 kwam het land uit onder de naam Republiek China en omvatte het land naast het eiland Taiwan ook het Chinese vasteland.
In 2024 nam Chinees Taipei voor de negentiende keer deel aan de Zomerspelen, in 2022 voor de dertiende keer aan de Winterspelen. Er werden in totaal 43 medailles (911-23) behaald in zes olympische sporten, alle op de Zomerspelen. Vier deelnemers wonnen twee medailles. De succesvolste is gewichthefster Hsu Shu-Ching die tweemaal goud behaalde. Taekwondoka Chu Mu-Yen won goud en brons en de tafeltennisster Chen Jing en Taekwondoka Huang Chih-hsiung wonnen beide zilver en brons.

## Medailles en deelnames

### Overzicht
De tabel geeft een overzicht van de jaren waarin werd deelgenomen, het aantal gewonnen medailles en de eventuele plaats in het medailleklassement.
| Zomerspelen | Zomerspelen | Zomerspelen | Zomerspelen | Zomerspelen | Zomerspelen |        | Winterspelen | Winterspelen | Winterspelen | Winterspelen | Winterspelen | Winterspelen |
| Jaar        | Goud        | Zilver      | Brons       | Totaal      | Rang        | Jaar   | Goud         | Zilver       | Brons        | Totaal       | Rang         |              |
| 1932        | 0           | 0           | 0           | 0           | -           | 1932   | -            | -            | -            | -            | -            |              |
| 1936        | 0           | 0           | 0           | 0           | -           | 1936   | -            | -            | -            | -            | -            |              |
| 1948        | 0           | 0           | 0           | 0           | -           | 1948   | -            | -            | -            | -            | -            |              |
| 1952        | -           | -           | -           | -           | -           | 1952   | -            | -            | -            | -            | -            |              |
| 1956        | 0           | 0           | 0           | 0           | -           | 1956   | -            | -            | -            | -            | -            |              |
| 1960        | 0           | 1           | 0           | 1           | 32          | 1960   | -            | -            | -            | -            | -            |              |
| 1964        | 0           | 0           | 0           | 0           | -           | 1964   | -            | -            | -            | -            | -            |              |
| 1968        | 0           | 0           | 1           | 1           | 42          | 1968   | -            | -            | -            | -            | -            |              |
| 1972        | 0           | 0           | 0           | 0           | -           | 1972   | 0            | 0            | 0            | 0            | -            |              |
| 1976        | -           | -           | -           | -           | -           | 1976   | 0            | 0            | 0            | 0            | -            |              |
| 1980        | -           | -           | -           | -           | -           | 1980   | -            | -            | -            | -            | -            |              |
| 1984        | 0           | 0           | 1           | 1           | 43          | 1984   | 0            | 0            | 0            | 0            | -            |              |
| 1988        | 0           | 0           | 0           | 0           | -           | 1988   | 0            | 0            | 0            | 0            | -            |              |
| 1992        | 0           | 1           | 0           | 1           | 49          | 1992   | 0            | 0            | 0            | 0            | -            |              |
| 1996        | 0           | 1           | 0           | 1           | 61          | 1994   | 0            | 0            | 0            | 0            | -            |              |
| 2000        | 0           | 1           | 4           | 5           | 58          | 1998   | 0            | 0            | 0            | 0            | -            |              |
| 2004        | 2           | 2           | 1           | 5           | 31          | 2002   | 0            | 0            | 0            | 0            | -            |              |
| 2008        | 1           | 1           | 2           | 4           | 45          | 2006   | 0            | 0            | 0            | 0            | -            |              |
| 2012        | 1           | 0           | 1           | 2           | 63          | 2010   | 0            | 0            | 0            | 0            | -            |              |
| 2016        | 1           | 0           | 2           | 3           | 50          | 2014   | 0            | 0            | 0            | 0            | -            |              |
| 2020        | 2           | 4           | 6           | 12          | 34          | 2018   | 0            | 0            | 0            | 0            | -            |              |
| 2024        | 2           | 0           | 5           | 7           | 35          | 2022   | 0            | 0            | 0            | 0            | -            |              |
| Totaal      | 9           | 11          | 23          | 43          |             | Totaal | 0            | 0            | 0            | 0            |              |              |
| Tot. Z+W    | 9           | 11          | 23          | 43          |             |        |              |              |              |              |              |              |

Afghanistan · Albanië · Algerije · Amerikaans-Samoa · Amerikaanse Maagdeneilanden · Andorra · Angola · Antigua en Barbuda · Argentinië · Armenië · Aruba · Australië · Azerbeidzjan · Bahama's · Bahrein · Bangladesh · Barbados · België · Belize · Benin · Bermuda · Bhutan · Bolivia · Bosnië en Herzegovina · Botswana · Brazilië · Britse Maagdeneilanden · Brunei · Bulgarije · Burkina Faso · Burundi · Cambodja · Canada · Centraal-Afrikaanse Republiek · Chili · China · Chinees Taipei · Colombia · Comoren · Congo-Brazzaville · Congo-Kinshasa · Cookeilanden · Costa Rica · Cuba · Cyprus · Denemarken · Djibouti · Dominica · Dominicaanse Republiek · Duitsland · Ecuador · Egypte · El Salvador · Equatoriaal-Guinea · Eritrea · Estland · Ethiopië · Fiji · Filipijnen · Finland · Frankrijk · Gabon · Gambia · Georgië · Ghana · Grenada · Griekenland · Groot-Brittannië · Guam · Guatemala · Guinee · Guinee-Bissau · Guyana · Haïti · Honduras · Hongarije · Hongkong · Ierland · IJsland · India · Indonesië · Irak · Iran · Israël · Italië · Ivoorkust · Jamaica · Japan · Jemen · Jordanië · Kaaimaneilanden · Kaapverdië · Kameroen · Kazachstan · Kenia · Kirgizië · Kiribati · Koeweit · Kosovo · Kroatië · Laos · Lesotho · Letland · Libanon · Liberia · Libië · Liechtenstein · Litouwen · Luxemburg · Madagaskar · Malawi · Malediven · Maleisië · Mali · Malta · Marokko · Marshalleilanden · Mauritanië · Mauritius · Mexico · Micronesië · Moldavië · Monaco · Mongolië · Montenegro · Mozambique · Myanmar · Namibië · Nauru · Nederland · Nepal · Nicaragua · Nieuw-Zeeland · Niger · Nigeria · Noord-Korea · Noord-Macedonië · Noorwegen · Oeganda · Oekraïne · Oezbekistan · Oman · Oost-Timor · Oostenrijk · Pakistan · Palau · Palestina · Panama · Papoea-Nieuw-Guinea · Paraguay · Peru · Polen · Portugal · Puerto Rico · Qatar · Roemenië · Rusland · Rwanda · Saint Kitts en Nevis · Saint Lucia · Saint Vincent en de Grenadines · Salomonseilanden · Samoa · San Marino · Saoedi-Arabië · Sao Tomé en Principe · Senegal · Servië · Seychellen · Sierra Leone · Singapore · Slovenië · Slowakije · Somalië · Spanje · Sri Lanka · Soedan · Suriname · Swaziland · Syrië · Tadzjikistan · Tanzania · Thailand · Togo · Tonga · Trinidad en Tobago · Tsjaad · Tsjechië · Tunesië · Turkije · Turkmenistan · Tuvalu · Uruguay · Vanuatu · Venezuela · Verenigde Arabische Emiraten · Verenigde Staten · Vietnam · Wit-Rusland · Zambia · Zimbabwe · Zuid-Afrika · Zuid-Korea · Zuid-Soedan · Zweden · Zwitserland
Historische landen: Bohemen · Bondsrepubliek Duitsland · Brits-Indië · Duitse Democratische Republiek · Joegoslavië · Malaya · Nederlandse Antillen · Noord-Borneo · Noord-Jemen · Saarland · Servië en Montenegro · Sovjet-Unie · Tsjecho-Slowakije · West-Indische Federatie · Zuid-Jemen
Bijzondere deelnames: Onafhankelijke olympische atleten · Vluchtelingenteam 
 Australazië · Duits Eenheidsteam · Gemengd team · Gezamenlijk Team